# CCDC92
CCDC92 (англ. Coiled-coil domain containing 92) – білок, який кодується однойменним геном, розташованим у людей на 12-й хромосомі. Довжина поліпептидного ланцюга білка становить 331 амінокислот, а молекулярна маса — 36 961.
| 10         |  | 20         |  | 30         |  | 40         |  | 50         |
| ---------- |  | ---------- |  | ---------- |  | ---------- |  | ---------- |
| MTSPHFSSYD |  | EGPLDVSMAA |  | TNLENQLHSA |  | QKNLLFLQRE |  | HASTLKGLHS |
| EIRRLQQHCT |  | DLTYELTVKS |  | SEQTGDGTSK |  | SSELKKRCEE |  | LEAQLKVKEN |
| ENAELLKELE |  | QKNAMITVLE |  | NTIKEREKKY |  | LEELKAKSHK |  | LTLLSSELEQ |
| RASTIAYLTS |  | QLHAAKKKLM |  | SSSGTSDASP |  | SGSPVLASYK |  | PAPPKDKLPE |
| TPRRRMKKSL |  | SAPLHPEFEE |  | VYRFGAESRK |  | LLLREPVDAM |  | PDPTPFLLAR |
| ESAEVHLIKE |  | RPLVIPPIAS |  | DRSGEQHSPA |  | REKPHKAHVG |  | VAHRIHHATP |
| PQAQPEVKTL |  | AVDQVNGGKV |  | VRKHSGTDRT |  | V          |  |            |

A: Аланін

C: Цистеїн

D: Аспарагінова кислота

E: Глутамінова кислота

F: Фенілаланін

G: Гліцин

H: Гістидин

I: Ізолейцин

K: Лізин

L: Лейцин

M: Метіонін

N: Аспарагін

P: Пролін

Q: Глутамін

R: Аргінін

S: Серин

T: Треонін

V: Валін

Задіяний у такому біологічному процесі, як альтернативний сплайсинг. 
Локалізований у цитоплазмі, цитоскелеті.